# Gas de agua

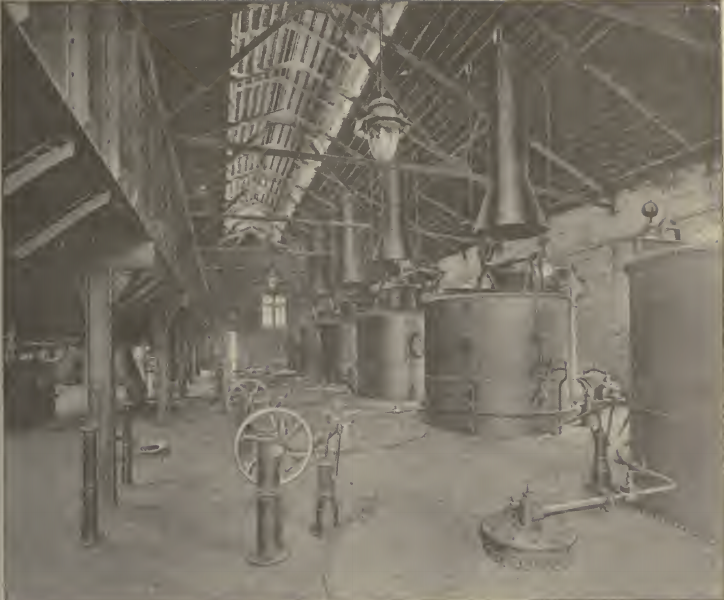
Planta de gas de agua de la Gas Light & Coke Company. An account of the progress of the Company from its incorporation by Royal Charter in the year 1812 to the present time, Waterlow Brothers, Londres, 1912.

El gas de agua es un gas de síntesis, que se obtiene haciendo pasar una corriente de vapor de agua a través de carbón a temperaturas por encima de los 600 °C. El resultado de la reacción química es una mezcla de monóxido de carbono e hidrógeno, por lo que se utiliza como método industrial de obtención de hidrógeno. Al tratarse de una mezcla de hidrógeno y monóxido de carbono (CO), el gas es muy tóxico, pues el monóxido de carbono sustituye al oxígeno en la hemoglobina de la sangre de forma muy eficaz, ya que tiene una afinidad por el grupo hemo doscientas cincuenta veces mayor que el oxígeno.

## Fugas de gas
Los escapes de un gas inflamable fuera de la estructura que lo contiene son peligrosos, pues ese gas podría producir una grave deflagración al entrar en contacto con una llama.

## Reacciones químicas
Dependiendo de la temperatura a la que se encuentre el carbón, pueden darse dos posibles reacciones:
{\displaystyle {\ce {C + H2O -> H2 + CO}}}
{\displaystyle {\ce {C + 2H2O -> 2H2 + CO2}}}
La primera de las reacciones predomina sobre la segunda, especialmente a altas temperaturas y ambas son endotérmicas, es decir, necesitan un aporte de energía para que las reacciones tengan lugar. Esto se consigue calentando el carbón en corriente de aire, para que arda y forme ascua. Una vez alcanzado este punto se sustituye la corriente de aire por la corriente de vapor de agua, lo que hace que el carbón comience a enfriarse lentamente. En consecuencia, al comienzo del proceso se produce una mayor cantidad de monóxido de carbono que, a medida que el proceso avanza, va disminuyendo en beneficio del hidrógeno, por lo que el gas de agua no tiene unas proporciones perfectamente definidas de hidrógeno y monóxido de carbono. Cuando la temperatura del reactor alcanza un nivel suficientemente bajo, la reacción primera deja de darse y la segunda se hace muy lenta, con lo que el proceso pierde eficacia. En ese momento, antes que el carbón se enfrié del todo, se vuelve a inyectar aire para que se reinicie la combustión del carbón y adquiera la temperatura adecuada, repitiéndose el proceso de forma cíclica. Suministrando carbón a un ritmo adecuado, el proceso puede continuarse casi de forma indefinida.
Tanto el hidrógeno como el monóxido de carbono son sustancias combustibles, capaces de arder en presencia de aire con un importante desprendimiento de energía:
{\displaystyle {\ce {2H2 + O2 -> H2O}}}        ΔHº = -241,8 kJ/mol   (57,75 kcal/mol)
{\displaystyle {\ce {2CO + O2 -> 2CO2}}}    ΔHº = -566 kJ/mol   (135,2 kcal/mol)
Aun así, este calor de combustión es mucho menor que el producido por otros gases procedentes del petróleo, de uso frecuente como combustibles, como el propano (ΔHº = - 2220 kJ/mol) o el butano  (ΔHº = -2 880 kJ/mol), por lo que a menudo también se le denomina gas pobre, junto con otros gases como el gas de síntesis o el gas de coque.